# Purpurschnecke

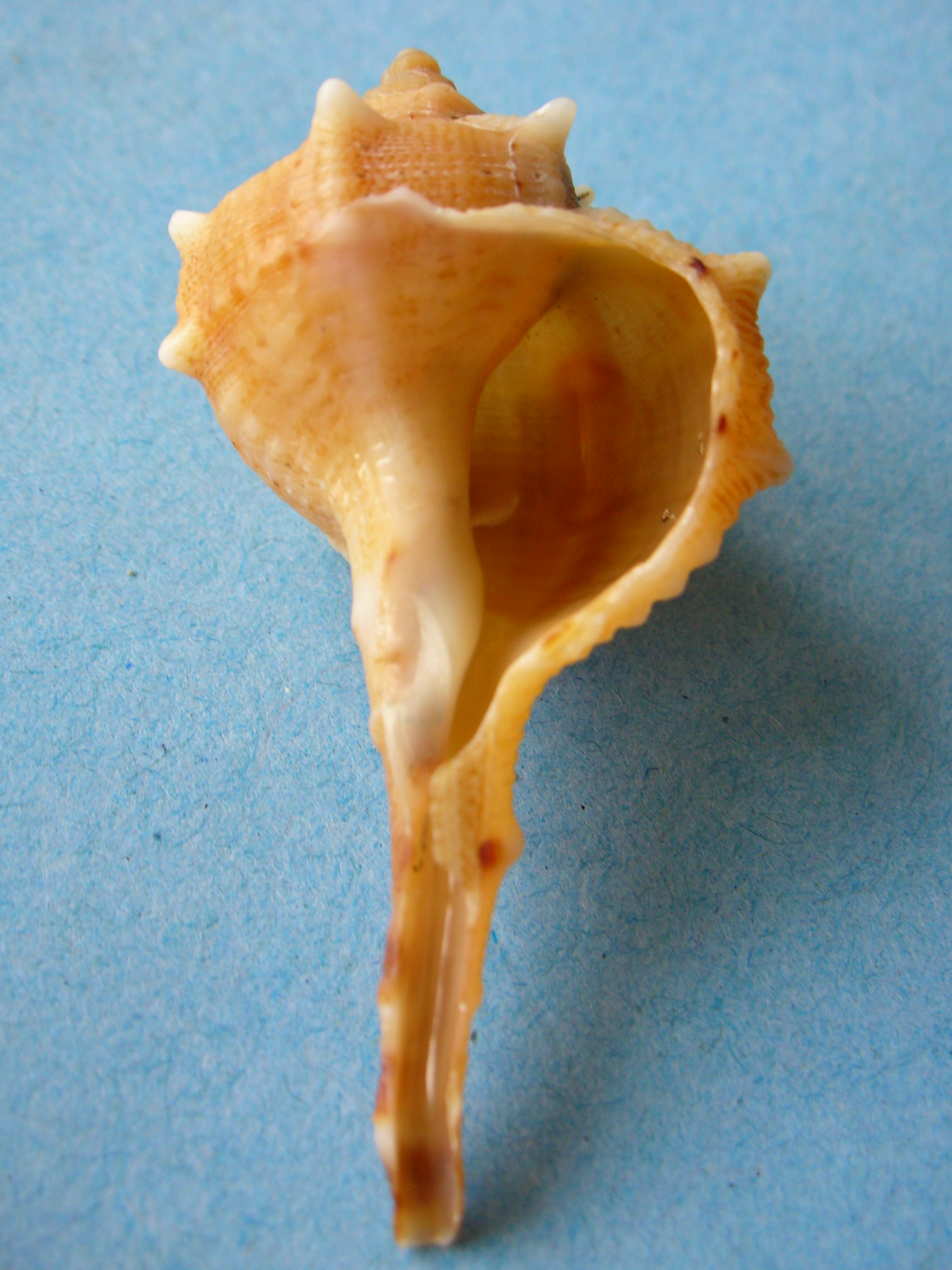
Bolinus brandaris

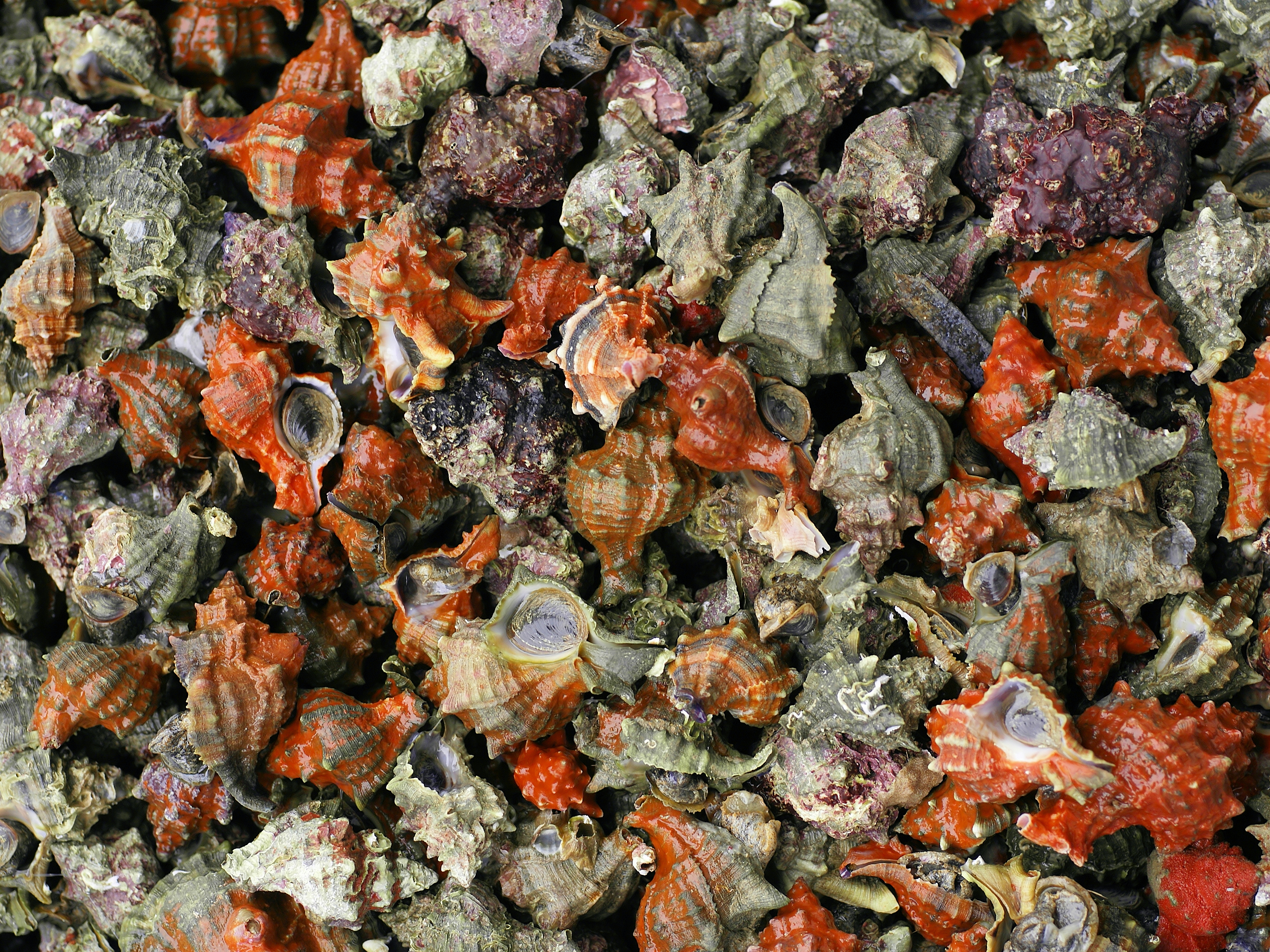
Hexaplex trunculus

Als Purpurschnecke bezeichnet man verschiedene marine Schnecken aus der Familie der Stachelschnecken (Muricidae), aus deren Sekret einer Drüse in der Mantelhöhle Purpurfarbstoff gewonnen werden kann. Dies trifft weltweit auf zahlreiche Arten dieser Familie zu, doch sind mit Purpurschnecke meist die beiden im Mittelmeer lebenden, früher als Murex bezeichneten Arten Herkuleskeule (Bolinus brandaris) und Stumpfe Stachelschnecke (Hexaplex trunculus) sowie die Nordische Purpurschnecke des Nordatlantiks (Nucella lapillus, früher Purpura lapillus), bisweilen auch die Art Stramonita haemastoma gemeint.

## Ernährung
Die Arten der Familie der Stachelschnecken (Muricidae), zu denen die Purpurschnecken gehören, sind vor allem räuberisch, teilweise aber auch aasfressend. Sie fressen dabei Seepocken, andere Schnecken und Muscheln, indem sie die Schale der Beute mit ihrem eigenen Schalenrand aufbrechen, aufhebeln oder sie anbohren. Nicht alle Stachel- bzw. Purpurschnecken können bohren, so auch nicht die Herkuleskeule. Andere Arten, darunter die Stumpfe Stachelschnecke und die Nordische Purpurschnecke, besitzen an der Fußsohle ein Akzessorisches Bohrorgan (ABO), mit Hilfe dessen sie Kalk auflösen und so durch gleichzeitiges Raspeln mit der Radula Löcher in Schalen von Muscheln, Schnecken oder Rankenfußkrebsen bohren können.

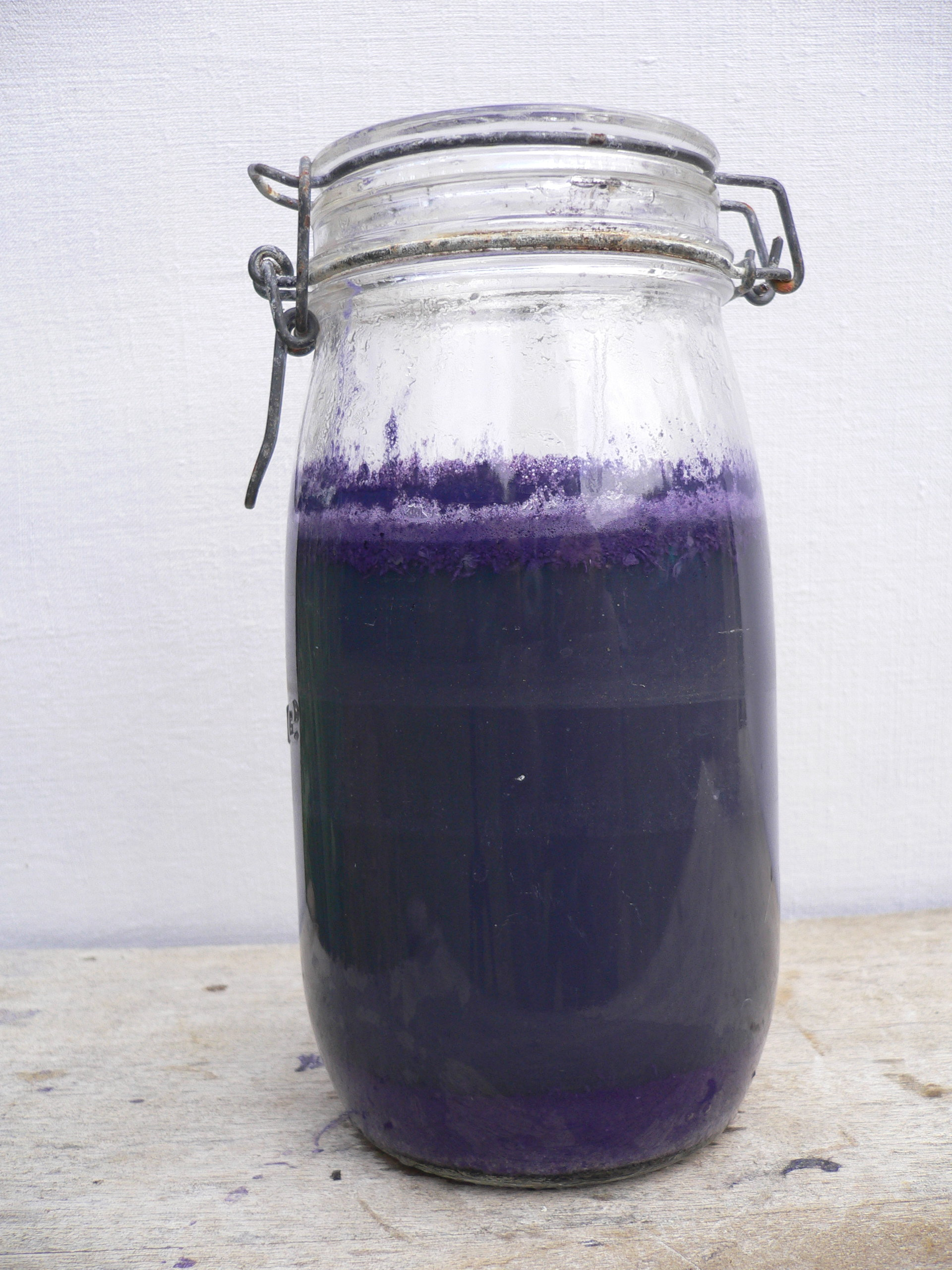
Aus der Purpurschnecke Hexaplex trunculus gewonnene Purpurküpe.

Chemische Strukturformel von Purpur

## Funktion des Purpursekrets
Nicht mit dem ABO zu verwechseln ist die Hypobranchialdrüse, die bei Purpurschnecken in der Decke der Atemhöhle neben dem Mastdarm liegt. Diese Drüse sondert einen gelblichen Schleim ab, der Cholinester enthält, welcher die Beute lähmt, ihre Schließmuskeln entspannt und so zur Öffnung des Operculums bzw. der Muschelschalenhälften führt. Das Sekret wird auch bei Reizung der Schnecke abgeschieden, dient also offenbar auch der Verteidigung. Diese Flüssigkeit, die nicht mit dem Purpurfarbstoff verwechselt werden darf, enthält lediglich die Farbstoffvorprodukte (Chromogene) und entwickelt sich erst im Sonnenlicht bzw. unter Sauerstoffeinwirkung oder unter beidem zum Purpurfarbstoff. Zunächst wird das Sekret grün, dann blau, schließlich purpurfarben und scharlachrot und gibt dabei einen ekelerregenden, lang anhaltenden Geruch ab.
Der Farbstoff bildet sich auch bei Luftabschluss in Stickstoff oder Wasserstoff, aber nicht im Dunkeln. Man kann den farbengebenden Stoff aus den gepulverten Schnecken durch Alkohol und Ether extrahieren, und aus der goldgelben Lösung scheidet sich der Purpur am Licht als körnig kristallines Pulver aus, welches in Wasser, Alkohol und Ether unlöslich, in siedendem Anilin jedoch löslich ist.

## Kulturgeschichte
Purpurschnecken wurden lange vor den Phöniziern schon um 1600 v. Chr. zum Färben eingesetzt. Plinius der Ältere (um 23–79) berichtet in seiner Naturalis historia  („Naturgeschichte“) von dem komplizierten Herstellungsverfahren. Die Meeresschnecken mussten in Reusen lebend gefangen werden, dann wurde der kleine Drüsenkörper aus der Atemhöhle entfernt. Um das darin enthaltene weißliche Sekret zu gewinnen, wurden die Drüsen zerquetscht, drei Tage in Salz eingelegt und zehn Tage erhitzt, aber nicht gekocht. Das hätte die Entwicklung des Farbstoffes verhindert. Dabei entwickelte sich unter der Einwirkung des Lichts oder des Sauerstoffs bzw. unter beidem ziemlich rasch der Purpurfarbstoff, der jedoch als entwickelter Farbstoff nicht auf die Faser aufziehen konnte. Dazu  musste er in seine Leukoform reduziert werden. Der zu färbende Stoff wurde dann in die Purpurküpe eingetaucht. Alles gefärbte Material kommt grün aus der Küpe, man taucht es sofort in frisches Wasser und erst im Kontakt mit dem Sauerstoff, möglichst ohne Belichtung, zeigt sich die erreichte Purpurvariante. Zum Schluss wird die getränkte Wolle gut gewaschen und zum Trocknen an die Sonne gelegt.
Aus 8000 Purpurschnecken ließ sich ein Gramm des Farbstoffes gewinnen. Um ein Kilogramm Wolle zu färben, wurden 200 Gramm Farbstoff benötigt, das entspricht drei Kilogramm Drüsensaft. Diese wahrscheinlich auf Paul Friedlaender (1857–1923), der die chemische Struktur des Purpurfarbstoffes aufklärte, zurückgehende hohe Zahl wird von israelischen Forschern nicht mehr bestätigt. So wurde in neuerer Zeit festgestellt, dass 1 kg Wolle, beispielsweise für die Tunika eines Herrschers, mit 10.000 Schnecken gefärbt werden kann.
Römische Magistrate und Senatoren trugen ihre Toga mit einem Purpurstreifen und auch die Toga der römischen Kaiser und Triumphatoren wurde mit Purpur gefärbt. Sie war ihnen vorbehalten.